# King Kong (film 1976)
King Kong è un film del 1976, diretto da John Guillermin. Prodotto da Dino De Laurentiis, è il remake del classico film avventuroso-fantastico King Kong del 1933. Interpretato da Jeff Bridges, Charles Grodin e Jessica Lange nella sua prima apparizione cinematografica, presenta effetti speciali animatronici di Carlo Rambaldi ed effetti di trucco di Rick Baker.
Il film è uscito il 17 dicembre 1976, con recensioni contrastanti da parte della critica, ma è stato un successo al botteghino. Ha vinto un Oscar Special Achievement Award non competitivo per i migliori effetti speciali ed è stato anche candidato per la migliore fotografia e il miglior sonoro. Dei tre film principali di King Kong, è l'unico a presentare il World Trade Center invece dell'Empire State Building. Un sequel intitolato King Kong 2 (King Kong Lives) è uscito nel 1986.

## Trama
1976 . La compagnia petrolifera Petrox si imbarca verso l'isola Skull Island credendo che abbia dei giacimenti di petrolio. Dopo aver sopportato una tempesta passeggera, scoprono che il ricercatore Jack Prescott si è avventurato sulla nave clandestinamente e al contempo lui intravede un gommone di salvataggio con una giovane al suo interno di nome Dwan, che in seguito porteranno con se' nella nave. Dwan al risveglio dice di essere un'aspirante attrice proveniente da una nave naufragata e tra lei e Jack nasce della tenera amicizia. Giunti sull'isola, quella notte degli indigeni la rapiscono per sacrificarla al loro dio King Kong , anche se in realtà lo fanno solo per placare la sua solitudine.
Prescott, con il primo ufficiale Carnahan e altri 4 marinai armati, organizza un'operazione di salvataggio per liberare la ragazza. Il gruppo, mentre sta attraversando un tronco gigantesco sospeso su di un precipizio, si ritrova faccia a faccia con King Kong, il quale, pur di difendere Dwan, uccide parte della spedizione gettandola nel burrone, tra cui lo stesso Carnahan. Prescott, miracolosamente scampato alla morte insieme a Boan, continua nella ricerca. Nel frattempo, con grande delusione, Wilson scopre che il petrolio dell'isola non è sfruttabile, sicché decide di catturare King Kong per farne un'attrazione pubblicitaria della Petrox. Nel frattempo Prescott, raggiunta la tana di King Kong, riesce a mettere in salvo Dwan mentre lo scimmione si scontra con un serpente gigante. Dopodiché Kong, infuriato, giunge al villaggio e cade in una trappola con del gas al cloroformio preparata nel frattempo da Wilson.
Durante la prima newyorchese dello spettacolo rievocativo che vede protagonisti la ragazza e l'animale, King Kong si libera dalla gabbia e fugge via causando caos e morte nella metropoli. Tra le vittime vi è anche Wilson, calpestato dal gorilla. Jack e Dwan fuggono attraverso il ponte di Queensboro in direzione di Manhattan. I due si rifugiano in un bar appena evacuato e quando lui ha un'improvvisa intuizione, telefona al sindaco per convincerlo a catturare l'animale vivo con l'ausilio di grosse reti. Prescott è convinto che l'animale prediliga le Torri gemelle, in quanto gli ricordano l'aspetto allucinante del suo habitat naturale. King Kong, braccato dalle pattuglie della Guardia Nazionale degli Stati Uniti, riesce a trovare la ragazza, la rapisce e la porta con sé a destinazione, per arrampicarsi sulla cima della Torre Sud. Sono ad attenderlo un gruppo di tre soldati armati di lanciafiamme, costringendolo a fuggire sulla Torre Nord.
Dopo aver ucciso i militari con un serbatoio di gas infiammabile, King Kong viene attaccato da una squadriglia di elicotteri Huey, che gli sparano contro utilizzando delle mitragliatrici. King Kong si difende distruggendo due velivoli ma nonostante le disperate suppliche di Dwan per salvarlo, l'animale soccombe alle ferite e precipita giù nella piazza del World Trade Center. King Kong muore fissando il volto piangente di lei, mentre il suo cuore scandisce gli ultimi battiti. Il successo tanto agognato da Dwan è giunto ma ad un prezzo inaccettabile. Mentre ella cerca di liberarsi dalla folla e dai fotografi, che si frappongono fra lei e Jack, egli si ferma e non la raggiunge: la morte di King Kong ha distrutto anche i loro sentimenti, separandoli per sempre.

## Produzione
La sceneggiatura, scritta da Lorenzo Semple Jr., è tratta dal soggetto originale del film King Kong del 1933 di Merian C. Cooper ed Edgar Wallace e dal copione del 1933 di James Creelman e Ruth Rose.

### Effetti speciali
Per questo film Carlo Rambaldi vinse il premio Oscar Special Achievement Award, creando un pupazzo telecomandato (animatrone) alto 12 metri. Il robot gigante venne tuttavia usato in poche scene: nella maggior parte delle inquadrature in cui si vede il gorilla nella sua interezza, esso è impersonato da Rick Baker con un costume, attore per il quale furono anche realizzate delle maschere in grado di esprimere le più comuni emozioni di King Kong. Rambaldi realizzò inoltre un braccio meccanico e una zampa posteriore a grandezza naturale di King Kong da usare per le riprese ravvicinate con Jessica Lange.
Il doppiatore veterano Peter Cullen realizzò i versi mostruosi del gorilla gigante. Cullen si infortunò gravemente nello sforzare la propria gola per produrre versi tanto potenti e inumani, arrivando a sputare sangue nella cabina di registrazione. Tuttavia, non fu inserito nei titoli di coda.

## Promozione
- La locandina più diffusa in Europa mostra King Kong tra le due torri del World Trade Center in pieno giorno, attaccato da un gruppo di jet. A differenza del film, dove la vicenda si svolge di notte, Kong viene attaccato da elicotteri e lo scimmione non appare così grande da riuscire a stare in piedi tra le due torri.
- "The most exciting original motion picture event of all time." è la tagline americana usata per la promozione del film.

## Accoglienza

### Incassi
Il film riscosse un buon successo commerciale. Con un costo di produzione stimato di 24 milioni di dollari, il film ne ricavò circa il doppio nelle sale dei soli Stati Uniti (oltre 7 milioni nel primo fine settimana), per un totale di 90 milioni di dollari in tutto il mondo. Al termine, la pellicola occupò la 7ª posizione della classifica dei maggiori incassi statunitensi della stagione 1976/1977 e la 1ª posizione in quelli italiani.

### Critica
Non corrispose il favore della critica, che mise in luce le pecche del film confrontandolo alla versione originale del 1933 - considerata un capolavoro della storia del cinema - a cominciare dalla scelta di ambientare la storia nel presente:
(Fantafilm)
Sul sito Rotten Tomatoes il film detiene un 53% di gradimento, basato su 43 recensioni e con un voto medio di 5/10; il consenso critico recita che "King Kong rappresenta un significativo aggiornamento visivo rispetto all'originale, ma è inferiore al suo classico predecessore praticamente sotto ogni altro aspetto".
Alcuni critici diedero invece al film un giudizio positivo, come Pauline Kael in The New Yorker, Richard Schickel in Time e Roger Ebert nel Chicago Sun-Times.

## Differenze con l'originale
- La prima e più evidente differenza con il film del 1933 è l'ambientazione: a differenza del primo ambientato durante la Grande depressione, questo film è infatti ambientato nel presente di allora, negli anni settanta.
- I nomi dei protagonisti sono stati cambiati; Jack Driscoll è stato cambiato in Jack Prescott, Carl Denham in Fred Wilson, Ann Darrow semplicemente in Dwan e il capitano Englehorn in Ross.
- Carl Denham nell'originale è un regista di successo e si dirige sull'isola per dirigere il suo prossimo film. Nel remake, Fred Wilson è un dirigente della compagnia petrolifera Petrox e si dirige sull'isola con la convinzione che ospiti un giacimento di petrolio.
- Jack nell'originale non è un paleontologo e non si imbarca clandestinamente sulla nave.
- Nell'originale Ann viene ingaggiata dallo stesso Carl per il suo film. Nel remake viene trovata dall'equipaggio in una scialuppa di salvataggio, ammettendo poi di essere l'unica superstite di un naufragio.
- Nel primo film l'isola sperduta viene chiamata Isola del Teschio perché presenta una montagna a forma di teschio umano. In questa versione, è l’intera l’isola ad avere la forma di teschio.
- Nel remake la nebbia che circonda l’isola, a differenza del film classico, è costantemente fissa e non dirada mai rivelando la massa di terra dietro ad essa, ed è il risultato dei vapori generati dal giacimento petrolifero obiettivo della spedizione.
- Nella storia originale l’isola è un vero "mondo perduto" in cui i dinosauri sono riusciti a sopravvivere all'estinzione. Infatti Kong affronta un Tyrannosaurus rex, un Elasmosaurus platyurus e uno Pteranodon, mentre Jack e i marinai, prima di Kong, incontrano uno Stegosaurus, un Brontosaurus e un'iguana gigante a due zampe che attacca Jack nella scena del burrone. Nel remake le creature preistoriche sono totalmente assenti e l’equipaggio non incontra ostacoli prima della scena del tronco, mentre Kong affronta solo un pitone gigante.
- Nell'originale solo Jack e Carl sopravvivono all’inseguimento di Kong per salvare Ann. Nel remake Fred non parte alla ricerca di Dwan e sopravvivono solo Jack e il marinaio Boan.
- Nel film originale, Kong è raffigurato come una belva furiosa, e Ann rimane quindi perennemente spaventata da lui; nel remake invece in Kong comincia a scorgere qualcosa di umano, divenendo una sorta di antieroe, e anche Dwan, capendo che Kong vuole solo qualcuno per placare la sua solitudine, comincia ad affezionarsi all'animale, e una volta catturato prova compassione per lui.
- Nell'originale Kong viene messo in mostra in un teatro a Broadway mentre nel remake in un festival all'aperto.
- Una volta liberatosi, Kong uccide Fred Wilson e tante altre persone calpestandole, nell'originale questo non succede.
- Nell'originale New York non viene evacuata.
- Kong nell'originale scala l'Empire State Building, nel remake la Torre Sud del World Trade Center (per poi saltare sulla Torre Nord).
- Essendo ambientato negli anni trenta, nell'originale Kong viene attaccato da un gruppo di aerei biplani, mentre nel remake da un gruppo di soldati armati di lanciafiamme e da un gruppo di elicotteri Huey.
- Nell'originale Jack e Ann riescono finalmente a ricongiungersi, nel remake Jack rinuncia a Dwan vedendola circondata dalla folla incuriosita e dai fotografi (celebrità).

## Scene eliminate
Come nel 1933, nel film sono state eliminate delle scene, le quali sono state aggiunte nel DVD come contenuti extra:
- Prescott paga un barista per mettere k.o. un membro della nave mettendogli un farmaco nella bevanda ed imbarcarsi sulla nave al posto suo.
- Sulla nave, Wilson e altri componenti giocano a carte.
- Dopo che Dwan è stata soccorsa, due marinai la spiano mentre esce dalla doccia, ma vengono fatti cadere in mare da Prescott insieme ad un salvagente.
- In una scena molto breve, tutti i componenti della compagnia petrolifera pranzano.
- Il combattimento tra Kong e il serpente è leggermente ampliato.
- Prima della cattura di Kong, quest'ultimo cerca di abbattere un muro indigeno.
- Prescott rifiuta di partecipare alla messa in mostra di Kong.
- Durante la fuga di Kong, il presidente della Petrox inveisce contro Wilson per il suo fallimento, poi quest'ultimo viene calpestato da Kong rimanendo attaccato al suo piede, lasciando a terra il suo cappello.
- Vagando nella città di New York, Kong solleva un'automobile con i suoi occupanti e la scaglia contro un palazzo.

## Riconoscimenti
- 1977 - Premio Oscar
  - Migliori effetti speciali a Carlo Rambaldi, Glen Robinson e Frank Van der Veer
  - Candidatura Migliore fotografia a Richard H. Kline
  - Candidatura Miglior sonoro a Harry W. Tetrick, William L. McCaughey, Aaron Rochin e Jack Solomon
- 1977 - Golden Globe
  - Miglior attrice debuttante a Jessica Lange
- 1977 - Premio BAFTA
  - Candidatura Migliore scenografia a Mario Chiari e Dale Hennesy
- 1977 - Saturn Award
  - Special Award (Premio speciale)
- 1978 - Golden Screen, Germania[7]
  - Goldene Leinwand
- 1976 - Telluride Film Festival
  - Silver Medallion Award[8]

## DVD
Dall'Angelo Pictures ha distribuito il DVD in Italia.